# Aldenham
Aldenham is een civil parish in het bestuurlijke gebied Hertsmere, in het Engelse graafschap Hertfordshire met 447 inwoners.